# UFC Fight Night: Yan vs. Figueiredo
UFC Fight Night: Yan vs. Figueiredo (también conocido como UFC Fight Night 248 y UFC on ESPN+ 106) fue un evento de artes marciales mixtas producido por Ultimate Fighting Championship que tuvo lugar el 23 de noviembre de 2024 en el Galaxy Arena en Macao, China.

## Historia
El evento marcó la cuarta visita de la promoción a Macao y la primera desde UFC Fight Night: Bisping vs. Le en agosto de 2014.
Una pelea de peso gallo entre el ex campeón de peso gallo de UFC Petr Yan y el ex dos veces campeón de peso mosca de UFC Deiveson Figueiredo encabezó el evento.
En este evento se llevaron a cabo las cuatro finales de la temporada 3 de Road to UFC. Sin embargo, la final de peso pluma entre Xie Bin y Zhu Kangjie se pospuso debido a que Zhu se lesionó.

## Bonificaciones
Los siguientes peeladores recibieron bonificaciones de 50.000 dólares.
- Pelea de la Noche: No se otorga ninguna bonificación.
- Actuación de la Noche: Muslim Salikhov, Gabriella Fernandes, Zhang Mingyang y Shi Ming